# Dyskografia Sylwii Grzeszczak
Dyskografia Sylwii Grzeszczak – polskiej piosenkarki, składa się z czterech albumów studyjnych, dwudziestu pięciu singli (w tym jeden z gościnnym udziałem) oraz dwudziestu dwóch teledysków (w tym jeden z gościnnym udziałem).
Zadebiutowała na rynku muzycznym w 2008 albumem Ona i on, nagranym z raperem Liberem. Trzy lata później ukazał się jej pierwszy solowy album studyjny, zatytułowany Sen o przyszłości. Płyta znalazła się na 1. miejscu na oficjalnej polskiej listy sprzedaży i pokryła się potrójną platyną. W 2013 wydała płytę Komponując siebie, której za sprzedaż przyznano certyfikat potrójnie platynowej płyty. Po upływie kolejnych trzech lat wydała trzecią solową płytę Tamta dziewczyna, która uzyskała status podwójnie platynowej płyty. 

## Albumy studyjne
| Rok  | Dane dot. albumu                                                                                              | Najwyższa pozycja na liście | Certyfikat                | Sprzedaż       |
| Rok  | Dane dot. albumu                                                                                              | POL                         | Certyfikat                | Sprzedaż       |
| ---- | --- | --------------------------- | ------------------------- | -------------- |
| 2008 | Ona i on (oraz Liber) - Wydany: 21 listopada 2008 - Wytwórnia: My Music - Format: CD, digital download        | 27                          |                           |                |
| 2011 | Sen o przyszłości - Wydany: 11 października 2011 - Wytwórnia: EMI Music Poland - Format: CD, digital download | 1                           | - POL: 3× platynowa płyta | - POL: 90 000+ |
| 2013 | Komponując siebie - Wydany: 11 czerwca 2013 - Wytwórnia: EMI Music Poland - Format: CD, digital download      | 2                           | - POL: 3× platynowa płyta | - POL: 90 000+ |
| 2016 | Tamta dziewczyna - Wydany: 25 listopada 2016 - Wytwórnia: Warner Music Poland - Format: CD, digital download  | 3                           | - POL: 2× platynowa płyta | - POL: 60 000+ |

## Single

### Jako główna artystka
| Rok | Tytuł                                            | Najwyższe pozycje na listach | Najwyższe pozycje na listach | Najwyższe pozycje na listach | Najwyższe pozycje na listach | Najwyższe pozycje na listach | Najwyższe pozycje na listach | Najwyższe pozycje na listach | Najwyższe pozycje na listach | Najwyższe pozycje na listach | Najwyższe pozycje na listach | Certyfikat                 | Album                    |
| Rok | Tytuł                                            | POL (airplay)                | POL (airplay nowości)        | POL (airplay TV)             | POL (streaming)              | POL (Billboard)              | RMF                          | Eska                         | Maxxx                        | SLiP                         | WiR                          | Certyfikat                 | Album                    |
| --- | ------------------------------------------------ | ---------------------------- | ---------------------------- | ---------------------------- | ---------------------------- | ---------------------------- | ---------------------------- | ---------------------------- | ---------------------------- | ---------------------------- | ---------------------------- | -------------------------- | ------------------------ |
| 2008 | „Nowe szanse” (oraz Liber)                       | –                            | –                            | –                            | X                            | X                            | 2                            | 2                            | –                            | 18                           | –                            |                            | Ona i on                 |
| 2008 | „Co z nami będzie” (oraz Liber)                  | 5                            | –                            | –                            | X                            | X                            | 1                            | 1                            | –                            | 3                            | 7                            |                            | Ona i on                 |
| 2009 | „Mijamy się” (oraz Liber)                        | –                            | –                            | –                            | X                            | X                            | 1                            | 4                            | 2                            | 6                            | –                            |                            | Ona i on                 |
| 2011 | „Małe rzeczy”                                    | 1                            | 1                            | 1                            | X                            | X                            | 1                            | 2                            | 1                            | 1                            | 5                            |                            | Sen o przyszłości        |
| 2011 | „Sen o przyszłości”                              | 1                            | 1                            | 1                            | X                            | X                            | 1                            | 1                            | 1                            | 3                            | 2                            |                            | Sen o przyszłości        |
| 2012 | „Karuzela”                                       | 2                            | –                            | 2                            | X                            | X                            | 1                            | 1                            | 1                            | 16                           | 1                            |                            | Sen o przyszłości        |
| 2013 | „Flirt”                                          | 3                            | 1                            | 4                            | X                            | X                            | 1                            | 1                            | 4                            | 35                           | 1                            |                            | Komponując siebie        |
| 2013 | „Pożyczony”                                      | 1                            | 2                            | 4                            | X                            | X                            | 1                            | 1                            | 5                            | 20                           | 1                            |                            | Komponując siebie        |
| 2013 | „Księżniczka”                                    | 1                            | 1                            | 2                            | X                            | X                            | 1                            | 1                            | 1                            | 1                            | 1                            |                            | Komponując siebie        |
| 2014 | „Nowy ty, nowa ja”                               | 7                            | 3                            | –                            | X                            | X                            | 1                            | 3                            | –                            | 2                            | 4                            |                            | Komponując siebie        |
| 2015 | „Kiedy tylko spojrzę” (gościnnie: Sound’n’Grace) | –                            | 1                            | –                            | X                            | X                            | 1                            | –                            | –                            | 3                            | 1                            | - POL: 2× platynowa płyta  | Tamta dziewczyna         |
| 2016 | „Tamta dziewczyna”                               | 1                            | 1                            | 3                            | X                            | X                            | 1                            | 1                            | 1                            | 1                            | 1                            | - POL: 2× diamentowa płyta | Tamta dziewczyna         |
| 2016 | „Bezdroża” (gościnnie: Mateusz Ziółko)           | 53                           | 3                            | –                            | X                            | X                            | –                            | 1                            | –                            | 31                           | 1                            | - POL: diamentowa płyta    | Tamta dziewczyna         |
| 2018 | „Dobre myśli” (oraz Liber)                       | 5                            | 1                            | –                            | X                            | X                            | 1                            | 3                            | 3                            | 3                            | 3                            | - POL: 2× platynowa płyta  | –                        |
| 2019 | „Rakiety”                                        | 17                           | 1                            | –                            | X                            | X                            | 3                            | –                            | –                            | 32                           | –                            |                            | –                        |
| 2021 | „Prawda o nas”                                   | 10                           | 2                            | –                            | X                            | X                            | 1                            | 16                           | –                            | 4                            | 3                            | - POL: platynowa płyta     | –                        |
| 2022 | „Dżungla”                                        | 22                           | 1                            | –                            | X                            | –                            | 2                            | –                            | –                            | 21                           | 5                            | - POL: złota płyta         | –                        |
| 2022 | „O nich, o Tobie”                                | 3                            | 1                            | –                            | 92                           | –                            | 1                            | 10                           | 4                            | 7                            | 2                            | - POL: 3× platynowa płyta  | Ania (ścieżka dźwiękowa) |
| 2023 | „Bang Bang”                                      | 6                            | X                            | X                            | –                            | –                            | 1                            | –                            | –                            | –                            | –                            | - POL: platynowa płyta     | –                        |
| 2024 | „Motyle”                                         | 1                            | X                            | X                            | 5                            | 4                            | 1                            | 1                            | –                            | –                            | –                            | - POL: platynowa płyta     | –                        |
| 2024 | „Och i ach”                                      | 1                            | X                            | X                            | 1                            | 2                            | 1                            | 1                            | 3                            | 1                            | 1                            |                            | –                        |
| 2024 | „Połowa mnie” (oraz Smolasty)                    | 23                           | X                            | X                            | 24                           | –                            | 1                            | –                            | 2                            | 24                           | –                            |                            | –                        |
| 2024 | „Latawce”                                        | 5                            | X                            | X                            | 59                           | –                            | 1                            | 9                            | –                            | 11                           | 10                           |                            | –                        |
| 2025 | „Słowa na K”                                     | 8                            | X                            | X                            | –                            | –                            | 1                            | 11                           | –                            | 8                            | 1                            |                            | –                        |
| „–” oznacza, że singel nie był notowany na danej liście. „X” oznacza, że lista nie istniała w danym okresie. |                                                  |                              |                              |                              |                              |                              |                              |                              |                              |                              |                              |                            |                          |

### Z gościnnym udziałem
| Rok  | Tytuł                             | Najwyższa pozycja na liście | Album       |
| Rok  | Tytuł                             | POL (airplay TV)            | Album       |
| ---- | --------------------------------- | --------------------------- | ----------- |
| 2010 | „Muzyki moc” (VIVA i Przyjaciele) | 2                           | VIVA 10 lat |

## Pozostałe utwory
| Rok  | Tytuł                       | Informacje                                                                  |
| ---- | --------------------------- | --------------------------------------------------------------------------- |
| 2010 | „Masz dar”                  | Udział w kampanii edukacyjnej Podziel się życiem wraz z 11 innymi artystami |
| 2011 | „Kiedy tracisz przyjaciela” | Udział w akcji Jestem Przyjacielem – Artyści Dzieciom braci Zabiegałowskich |
| 2011 | „Naucz się kochać”          | Udział w projekcie Kościkiewicz i Przyjaciele wraz z innymi artystami       |

## Teledyski
| Rok      | Tytuł                 | Reżyseria                         |
| -------- | --------------------- | --------------------------------- |
| 2008     | „Nowe szanse”         | Grupa 13                          |
| 2008     | „Co z nami będzie”    | Grupa 13                          |
| 2009     | „Mijamy się”          | Grupa 13                          |
| 2011     | „Małe rzeczy”         | Grupa 13                          |
| 2011     | „Sen o przyszłości”   | Grupa 13                          |
| 2012     | „Karuzela”            | Grupa 13                          |
| 2013     | „Flirt”               | Piotr Smoleński i Michał Jagiełło |
| 2013     | „Pożyczony”           | Cam-L Studio                      |
| 2013     | „Księżniczka”         | Kamil Przybylak (Cam-L Studio)    |
| 2015     | „Kiedy tylko spojrzę” | Cam-L Studio                      |
| 2016     | „Tamta dziewczyna”    | Olga Czyżykiewicz                 |
| 2016     | „Bezdroża”            | Olga Czyżykiewicz                 |
| 2018     | „Dobre myśli”         | Olga Czyżykiewicz                 |
| 2019     | „Rakiety”             | Olga Czyżykiewicz                 |
| 2021     | „Prawda o nas”        | Krzysztof Szajda                  |
| 2022     | „Dżungla”             | Marcin Starzecki                  |
| 2023     | „Bang Bang”           | Krzysztof Szajda                  |
| 2024     | „Och i ach”           | Maciej Olejniczak                 |
| 2024     | „Połowa mnie”         | Alan Willmann                     |
| 2024     | „Latawce”             | Piotr Gromek i Maciej Olejniczak  |
| 2025     | „Słowa na K”          | Piotr Gromek i Maciej Olejniczak  |
| Gościnne |                       |                                   |
| 2010     | „Muzyki moc”          | Jacek Szymczak i Marek Kremer     |